# Carlin Ross
Carlin A. Ross (Nueva York, Estados Unidos, 7 de abril de 1973) es una abogada estadounidense, activista feminista y educadora especializada en sexología, colaboradora de la sexóloga estadounidense Betty Dodson desde el 2005. Distinguida entre las 10 blogueras más famosas de los Estados Unidos, según el sitio Ranker.com

## Feminista y abogada
Hija de un ministro cristiano fundamentalista, desde muy pequeña estuvo en contacto con los conceptos de la liberación femenina, ya que en su familia había muchas sufragistas, y una de sus tías fue una de las primeras médicas que ejercieron su profesión en Nueva York en 1898. A los 22 años, comenzó a estudiar leyes en la Brooklyn Law School (1995-1998), y ejerció posteriormente como abogada en la New York State Attorney General's Office, en las oficinas de derechos civiles y en la plataforma de Internet antes de convertirse en Consejera general de Globix Corporation, una empresa ligada a las comunicaciones.[cita requerida]

## El placer y la educación sexual
En el 2004, se alejó de los estudios jurídicos y de sus actividades de abogada y puso en marcha, junto a la documentalista Christina Head, un proyecto para rescatar la mirada femenina del placer en la industria del entretenimiento para adultos. En el 2005, conoció a la sexóloga Betty Dodson, con quien colabora en un programa de educación sexual a través de múltiples medios (internet, publicaciones y documentales televisivos) cuyo foco es el empoderamiento femenino en busca de la plenitud mediante el placer sin culpas, tanto en lo afectivo como en lo erótico. A la fecha, también ha colaborado con artículos y producciones para el Sex Herald y para Playgirl TV, y ha sido entrevistada a su vez por prestigiosas publicaciones como Esquire, Marie Claire y The New York Times.
En noviembre del 2011, Ross causó controversia al ser la primera mujer en realizar un acto de masturbación concluyente en orgasmo mostrado de manera explícita en televisión abierta. El programa, enfocado en educación sexual, es realizado por la estación pública NRK de la televisión noruega, y se llama Trekant (que en noruego significa Triángulo). Los planes para el episodio eran que una de las conductoras mostrara sus genitales en primer plano como ejemplo visual de los comentarios de la sexóloga. Sin embargo, se rehusó, y los productores le preguntaron a Ross si podía realizar la escena ella misma. El programa, al aire en horario prime (09.30 p. m.) en la primera quincena de noviembre del 2011, provocó reacciones negativas entre algunos televidentes, por considerarlo excesivo y pornográfico, y también elogios en otros, por su contribución a una verdadera educación sexual sin tabúes de ningún tipo.[cita requerida]